# 今藤綾子
今藤 綾子（いまふじ あやこ、1906年2月20日 - 2003年3月29日）は、長唄女流三味線の第一人者。重要無形文化財保持者（人間国宝）。本名は志村綾。
東京市京橋区 (現東京都中央区京橋)出身。父は二世今藤長十郎。長女は今藤文子。弟は今藤長十郎 (三世)。姪が今藤長十郎 (四世)。
歌舞伎俳優の市川團十郎 (11代目)、松本白鸚 (初代)、尾上松緑 (2代目)は従兄弟になる。

## 経歴
- 1906年2月20日 - 東京都中央区京橋で二世今藤長十郎の長女として生まれる。
- 1909年 - 初舞台。翌年「面かぶり」を唄う。
- 1919年 - 父二世今藤長十郎の代稽古を務める。
- 1920年 - 初代杵屋五三吉に入門。
- 1929年 - 東京音楽学校（現東京芸術大学）で洋楽の鳥居ツナと創作活動する[1]。
- 1932年 - NHKの文化財ライブラリに古典復活、録音と研究活動に参加。
- 1977年 - 長唄協会相談役に就任。
- 1987年 - 「今藤綾子の会」を開催。秘曲を復活上演する。（1995年まで継続して開催）
- 2000年10月24日 - 国立劇場で開催された、弟、「今藤長十郎 (3世)17回忌追善演奏会・今藤会」に出演する。
- 2001年 - 元旦に放送された、NHK「新春檜舞台」で『松の翁』をタテ三味線を弾く。姪の今藤長十郎 (4世)がワキ三味線を務めた。（収録は2000年暮れ。）
- 2003年3月29日 - 死去。享年97。

## 受賞等
受賞
- 1959年 - 芸術祭賞受賞。
- 1961年 - 芸術祭賞受賞。
- 1979年 - 紫綬褒章受章。

その他
- 1987年 - 重要無形文化財保持者（人間国宝）に認定される。

## 家族
- 長女: 今藤文子
- 孫: 今藤郁子
- 孫: 七世富士田音蔵
- 孫: 今藤美治郎
- 姪: 今藤長十郎 (四世)

## 参考資料
- “今藤 綾子”. コトバンク. 新撰 芸能人物事典 明治 - 平成. 2020年1月3日閲覧。
- 週刊人間国宝 長唄編 2006年 朝日新聞社
- 邦楽と舞踊 9月号 2010 (平成22)年 （株）邦楽と舞踊出版社